# 폴레자옙스카야역
폴레자옙스카야역(러시아어: Полежаевская)은 모스크바 지하철 타간스코 크라스노프레스넨스카야 선의 역이다.
이 역은 처음에 세레브랴니 보르(공원) 방향으로 분기점을 건설할 예정이지만 공사가 시작된 시기에 계획이 폐기되고, 역은 원래 계획대로 완공되었다. 볼샤야 콜체바야 선에 인접역(호로시욥스카야 역)을 건설했음에도 불구하고 3번 선로의 사용 계획은 아직까지 없다. 환승 통로에 대한 일부 계획에는 중앙 선로에 사용되지 않은 선로를 이용해 승차 방향을 전환하여 그 자리에 계단을 건설하는 것 또한 포함된다.

## 역사
폴레자옙스카야 역은 1972년 12월 30일에 개장하였다. 역명은 1940년대와 1950년대에 메트로의 수장이었던 바실리 폴레자예프의 이름을 딴 것이다.

## 위치
호로시욥스카야 고속도로 직하부에 위치하는 이 역은 두 개의 지하 대합실이 존재하는데, 각각의 대합실은 호로쳅스키 고속도로의 지하 통로로 연결된다. 서쪽 대합실은 동쪽 계단과 두 개의 싱글 에나멜 에스컬레이터가 있다.
호로시욥스카야 역으로의 환승은 대합실에서 가능하고, 모스크바 중앙 순환선으로의 환승은 서쪽 대합실에서 가능하다.

## 구조
폴레자옙스카야 역은 모스크바 메트로에서 드물게 2면 3선식의 섬식 승강장 구조이다.
넓게 만들어진 기둥 3칸의 디자인은 두 플랫폼의 중앙에 각각 기둥들이 늘어서 있어 중앙 트랙 위에 넓은 공간을 만들었다. 팔각형 기둥은 서로 다른 톤의 노란색 대리석으로 코팅되어 있으며, 흰색 세라믹 타일로 덮인 벽은 건축가 A에게 인가되어 있다.
플랫폼 중 하나(두 선로)만 승객용으로 사용한다. 중앙 플랫폼은 2015년 11월 14일에 개통되었으며, 제일 우측 선로(측면 340m이고 터널 포함)는 야간 열차 발차용으로 사용된다. 코로쇼보 고속도로 아래 지하철과 연결된 2개의 대합실(하나는 폐쇄된 에스컬레이터)이 있다.

## 환승
폴레자옙스카야 역에서는 3개의 지하철 이용이 가능하다. 볼샤야 콜체바야 선의 호로시욥스카야 역에서는 두 갈래의 분기 노선으로 운행되고 지하 연결 통로로 이동하여 갈아탈 수 있으며, 모스크바 중앙 순환선의 호로시요보 역으로 개찰구를 나와서 도보로 8분 정도 이동하면 간접 환승이 가능하다.

## 같이 보기
- (러시아어) Mymetro.ru